# Kazimierz Dąbrowski (hokeista na trawie)

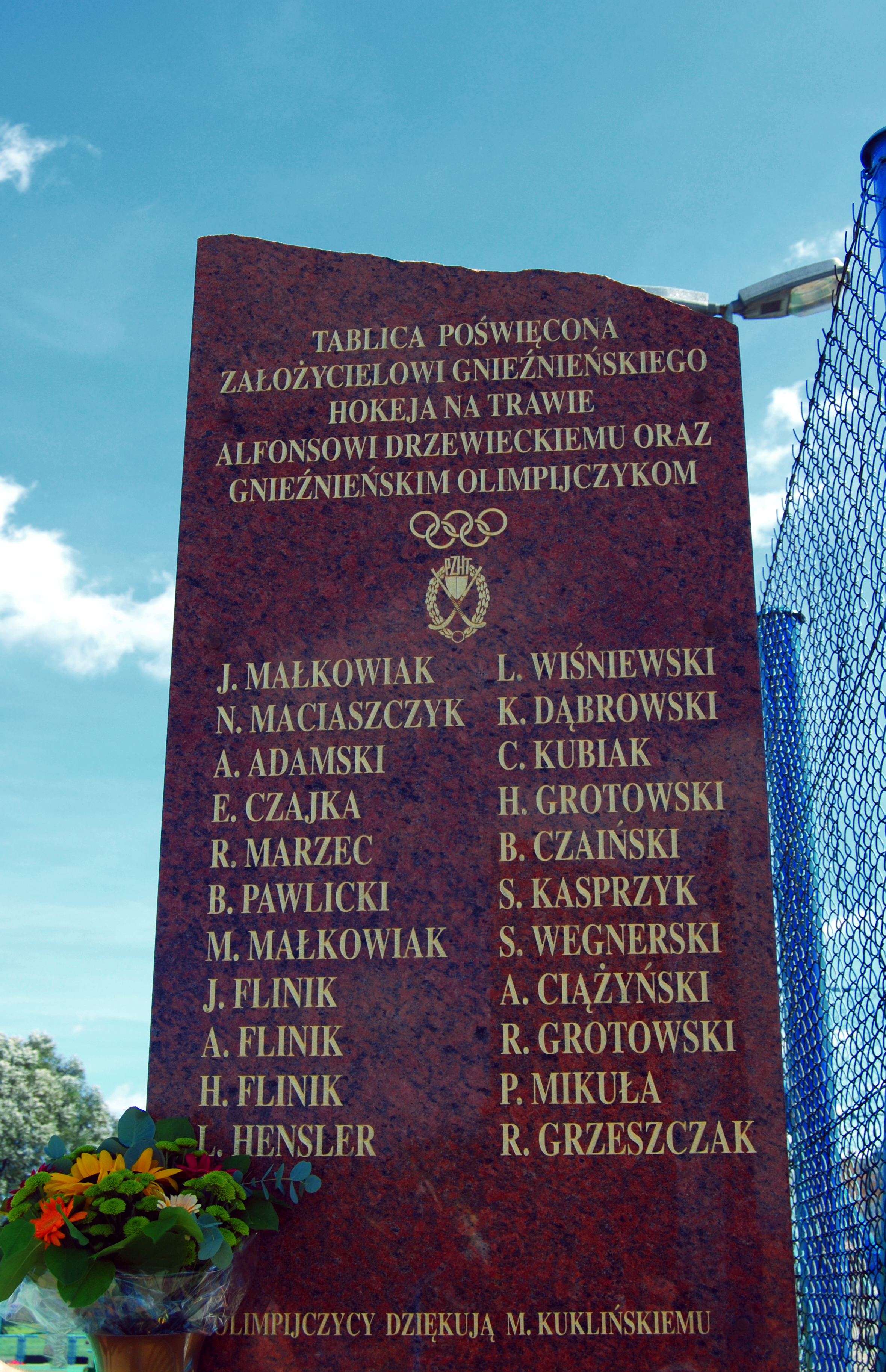
Tablica poświęcona gnieźnieńskim olimpijczykom, wśród nich Kazimierz Dąbrowski.

Kazimierz Dąbrowski (ur. 14 lutego 1936 w Gnieźnie, zm. 27 marca 2025) – polski hokeista na trawie, olimpijczyk.
Syn Walentego i Magdaleny Woźnej, ukończył  Liceum im. Bolesława Chrobrego w Gnieźnie (1955), następnie Wyższą Szkołę Wychowania Fizycznego w Poznaniu (1959, późniejsza Akademia Wychowania Fizycznego). Jako pierwszy hokeista podjął w pracy magisterskiej tematykę związaną ze swoją dyscypliną (Powstanie i rozwój hokeja na trawie w Wielkopolsce).
Treningi hokejowe rozpoczął jako 10-latek krótko po wojnie. Karierę związał z gnieźnieńską Stellą, gdzie występował do 1974. Wraz z klubem świętował siedem tytułów mistrza Polski (1956, 1957, 1958, 1959, 1961, 1962, 1964). W latach 1958–1961 grał także w kadrze narodowej, m.in. w jednym meczu turnieju olimpijskiego w Rzymie (1960); Polska zajęła na igrzyskach 12. miejsce. Na boisku hokejowym grał w formacji obronnej.
Po zakończeniu kariery zawodniczej był trenerem w Stelli Gniezno, działał w Okręgowym i Polskim Związku Hokeja na Trawie. Otrzymał m.in. tytuł "Mistrza sportu" oraz Krzyż Kawalerski Orderu Odrodzenia Polski. Z małżeństwa z Sabiną Wilkosz (polonistką) ma dwie córki (Ewę i Danutę, lekarki).